# Las Catarinas, Guerrero
Las Catarinas är en ort i Mexiko.   Den ligger i kommunen Coahuayutla de José María Izazaga och delstaten Guerrero, i den södra delen av landet, 290 km väster om huvudstaden Mexico City. Las Catarinas ligger 263 meter över havet och antalet invånare är 108.
Terrängen runt Las Catarinas är huvudsakligen lite bergig. Las Catarinas ligger nere i en dal. Runt Las Catarinas är det mycket glesbefolkat, med 6 invånare per kvadratkilometer. Närmaste större samhälle är Coahuayutla de Guerrero, 18,4 km söder om Las Catarinas. I omgivningarna runt Las Catarinas växer huvudsakligen savannskog.